# Бангкок

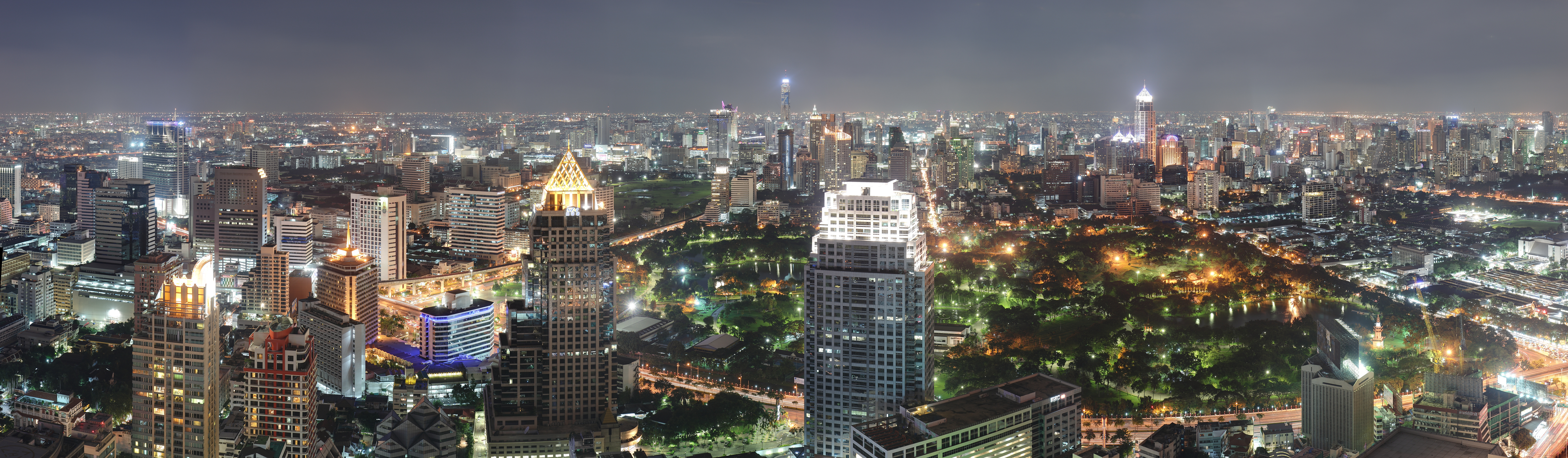
Бангкок

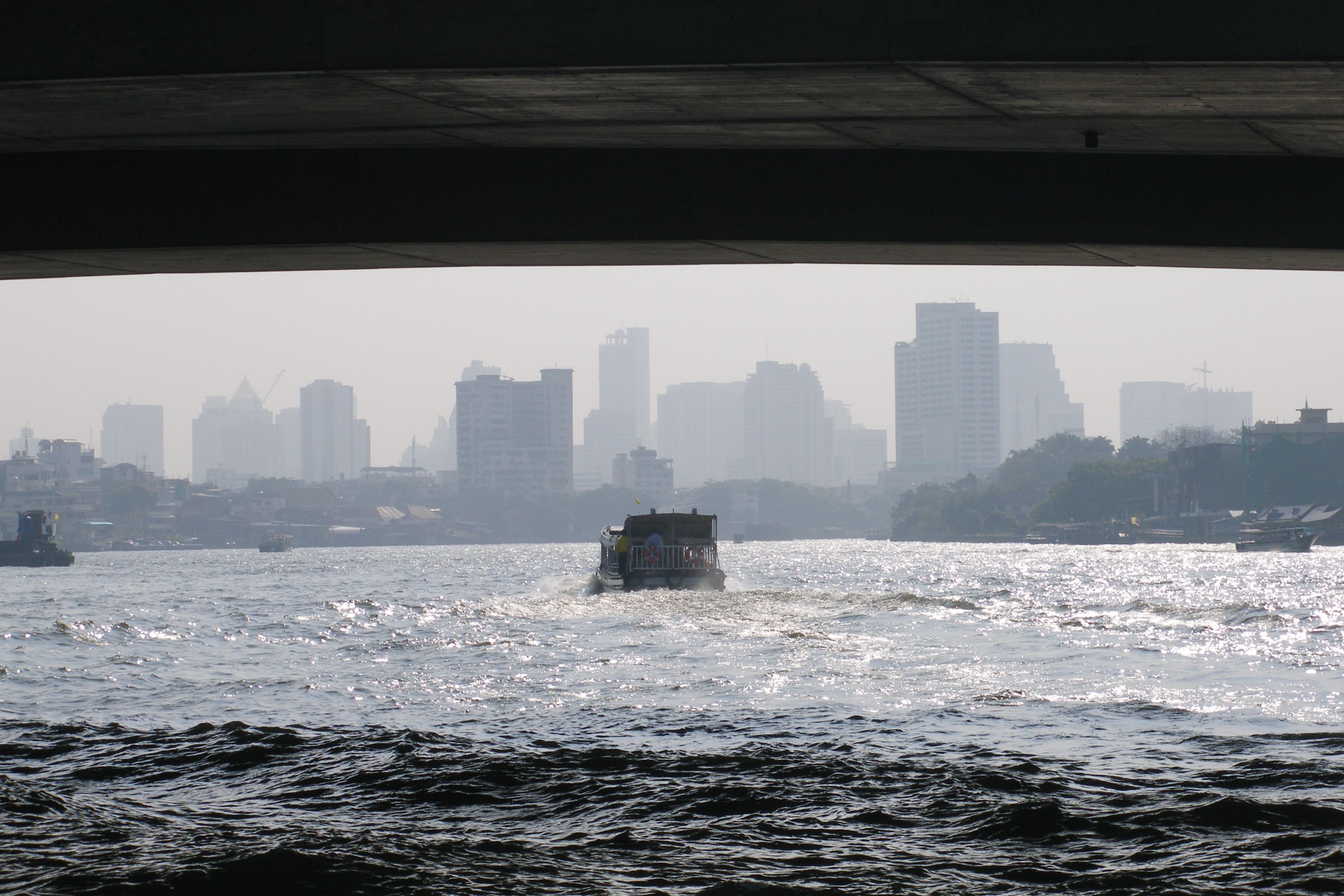
Бангкок с реки Чаупхрая

Бангко́к, в Таиланде используется название Крунгте́п (тайск. กรุงเทพฯ, Крунгтхеп, или กรุงเทพมหานคร, Крунг Тхеп Маха Накхон) — столица и самый крупный город Таиланда с населением 5,4 млн чел. (2022). Название, данное городу при основании, попало в Книгу рекордов Гиннесса как самое длинное на планете. Бангкок раскинулся на восточном берегу реки Чаупхраи, недалеко от её впадения в Сиамский залив.
Один из наиболее быстрорастущих (в том числе экономически) городов Юго-Восточной Азии. Занимает площадь свыше 1,5 тыс. км². Местные жители считают свой город зарождающимся новым региональным центром, способным соперничать с такими городами, как Сингапур и Гонконг. Бангкок является также одним из наиболее привлекательных для туристов городов мира.
Столичный округ и пять соседних провинций (Нонтхабури, Самутпракан, Патхумтхани, Самутсакхон и Накхонпатхом) образуют агломерацию Большой Бангкок.

Демографическая пирамида Бангкока в 2021

## Топонимика
Полное официальное название города — Крунг Тхеп Маханакхон Амон Раттанакосин Махинтараюттхая Махадилок Пхоп Ноппарат Ратчатхани Буриром Удомратчанивет Махасатан Амон Пиман Аватан Сатит Саккатхаттийя Витсанукам Прасит (тайск. กรุงเทพมหานคร อมรรัตนโกสินทร์ มหินทรายุธยามหาดิลก ภพนพรัตน์ ราชธานีบุรีรมย์ อุดมราชนิเวศน์ มหาสถาน อมรพิมาน อวตารสถิต สักกะทัตติยะ วิษณุกรรมประสิทธิ์), что значит «город богов, великий город, город — вечное сокровище, неприступный город Бога Индры, величественная столица мира, одарённая девятью драгоценными камнями, счастливый город, полный изобилия грандиозный Королевский Дворец, напоминающий божественную обитель, где царствует перевоплощённый бог, город, подаренный Индрой и построенный Вишвакарманом».
Это название Бангкока включено в Книгу рекордов Гиннесса как самое длинное в мире географическое название, состоящее из 168 букв. Чаще используется сокращённое название — «Крунг Тхеп».
Тайские школьники учат официальное название столицы, между тем, мало кто в состоянии истолковать полное название города, так как большинство слов полного названия устарело и в настоящее время не употребляется в повседневной речи. Большинство тайцев из тех, кто может полностью вспомнить официальное название столицы, вспоминает его благодаря популярной песне «Крунг Тхеп Маханакхон» (กรุงเทพมหานคร, 1989 год), автор — Асании-Васан Чотикул (อัสนี-วสันต์ โชติกุล).

## История
Изначально Бангкок представлял собой небольшой торговый центр и порт, называвшийся в то время Банг Макок (Bang Makok) — место, где растут сливы («bang» — деревня на берегу реки и «makok» — дикая слива), обслуживавший столицу Таиланда того времени — город Аютию. Если быть более точным, то фрукт, от которого, возможно, произошло название города, называется макок (тайск. มะกอก), деревья которого росли на территории храма Ват Макок (ныне Ват Арун), и дословно с тайского переводится как деревня диких слив.
В 1767 году Аютия была разрушена бирманцами, и столица была временно перенесена на западный берег реки Чаупхрая в Тхонбури, частью которого являлась деревня Бангкок. В 1782 году король Рама I перенёс столицу на восточный берег. Хоть сами тайцы и называют свою столицу Крунг Тхеп, иностранцам она известна под старым именем Бангкок. В настоящее время о старом названии говорят только каналы Бангкок Ной и Бангкок Яй в районе Тхонбури. Мост между Бангкоком и Тхонбури был построен в 1932 году, а в 1971 году Тхонбури был присоединён к городу как район.

## Администрация
Бангкок — одна из двух провинций Таиланда, в которых жители сами выбирают губернатора (другая провинция — Районг), в остальных 75 провинциях губернаторы назначаются. Однако, после военного переворота 2014 года выборы губернатора были отменены. Назначенный военным правительством губернатор Бангкока, генерал полиции Асвин Кванмуанг управлял городом с 26 октября 2016 года вместо последнего избранного губернатора Сукхумбханда Парибатра. В 2022 году губернаторские выборы были возвращены и в мае был избран новый мэр Чатчат Ситтипан.
Стихийный рост городской территории Великой Метрополии Бангкок привёл к тому, что город вышел за пределы провинции Бангкок на территории соседних провинций Нонтхабури, Самут Пракан и Ратхум Тхани. Настоящие границы провинции Бангкок были утверждены в 1972 году, когда произошло объединение провинции Бангкок с провинцией Тонбури.
На печати города изображён бог Индра, едущий по облакам на Айравата — мифическом создании, похожем на слона (иногда изображается с тремя головами). В руке Индра держит молнию — оружие которым бог прогоняет засуху. Сюжет для печати взят с картины, написанной Принцем Нарисом. Дерево — символ Бангкока — Фикус бенджамина.
Бангкок разделён на 50 районов («кхет» (เขท) или как их называют в других провинциях — «ампхы» (อำเภอ)), которые в свою очередь разделены на 154 «кхвэнг» (แขวง).
| №  | Район                                             | Площадь, км² | Население, чел. | №  | Район                                   | Площадь, км² | Население, чел. |
| -- | ------------------------------------------------- | ------------ | --------------- | -- | --------------------------------------- | ------------ | --------------- |
| 1  | Пхранакхон (Phra Nakhon District)                 | 5,5          | 92 636          | 26 | Динденг (Din Daeng District)            | 8,4          | 186 319         |
| 2  | Дусит (Dusit District)                            | 10,7         | 175 658         | 27 | Бынгкум (Bueng Kum District)            | 24,3         | 138 340         |
| 3  | Нонгчок (Nong Chok District)                      | 236,3        | 117 385         | 28 | Сатхон (Sathon District)                | 9,3          | 107 159         |
| 4  | Банграк (Bang Rak District)                       | 5,5          | 60 485          | 29 | Бангсы (Bang Sue District)              | 11,5         | 180 598         |
| 5  | Бангкхен (Bang Khen District)                     | 42,1         | 177 062         | 30 | Чатучак (Chatuchak District)            | 32,9         | 176 501         |
| 6  | Бангкапи (Bang Kapi District)                     | 28,5         | 147 694         | 31 | Бангкхолем (Bang Kho Laem District)     | 10,9         | 106 499         |
| 7  | Патхумван (Pathum Wan District)                   | 8,4          | 97 533          | 32 | Правеет (Prawet District)               | 52,5         | 134 189         |
| 8  | Помпрапсаттрупхай (Pom Prap Sattru Phai District) | 1,9          | 72 040          | 33 | Кхлонгтей (Khlong Toei District)        | 13,0         | 159 527         |
| 9  | Пхракханонг (Phra Khanong District)               | 14,0         | 98 957          | 34 | Суанлуанг (Suan Luang District)         | 23,7         | 114 940         |
| 10 | Минбури (Min Buri District)                       | 63,7         | 115 212         | 35 | Чомтхонг (Chom Thong District)          | 26,3         | 167 794         |
| 11 | Латкрабанг (Lat Krabang District)                 | 123,9        | 141 789         | 36 | Донмыанг (Don Mueang District)          | 36,8         | 157 989         |
| 12 | Яннава (Yan Nawa District)                        | 16,7         | 88 986          | 37 | Ратчатхеви (Ratchathewi District)       | 7,1          | 101 892         |
| 13 | Сампхантхавонг (Samphanthawong District)          | 1,4          | 35 547          | 38 | Латпхрао (Lat Phrao District)           | 21,5         | 119 838         |
| 14 | Пхаятхай (Phaya Thai District)                    | 9,6          | 90 557          | 39 | Ваттхана (Watthana District)            | 12,6         | 82 582          |
| 15 | Тхонбури (Thon Buri District)                     | 8,6          | 175 768         | 40 | Бангкхе (Bang Khae District)            | 44,5         | 186 744         |
| 16 | Бангкок Яй (Bangkok Yai District)                 | 6,2          | 85 075          | 41 | Лакси (Lak Si District)                 | 22,8         | 117 163         |
| 17 | Хуайкхванг (Huai Khwang District)                 | 15,0         | 90 185          | 42 | Саймай (Sai Mai District)               | 44,6         | 161 749         |
| 18 | Кхлонгсан (Khlong San District)                   | 6,1          | 108426          | 43 | Кханнаяо (Khan Na Yao District)         | 16,7         | 88 986          |
| 19 | Талингчан (Taling Chan District)                  | 29,5         | 105 202         | 44 | Сапхансунг (Saphan Sung District)       | 28,1         | 81 784          |
| 20 | Бангкок Ной (Bangkok Noi District)                | 11,9         | 152 867         | 45 | Вангтхонгланг (Wang Thonglang District) | 23,7         | 114 940         |
| 21 | Бангкхунтхиан (Bang Khun Thian District)          | 120,7        | 127 697         | 46 | Кхлонгсамва (Khlong Sam Wa District)    | 110,7        | 124 476         |
| 22 | Пхасичарен (Phasi Charoen District)               | 17,8         | 137 473         | 47 | Бангна (Bang Na District)               | 18,8         | 101 737         |
| 23 | Нонгкхем (Nong Khaem District)                    | 35,8         | 125 545         | 48 | Тхавиваттхана (Thawi Watthana District) | 50,2         | 61 177          |
| 24 | Ратбурана (Rat Burana District)                   | 15,8         | 95 041          | 49 | Тхунгкхру (Thung Khru District)         | 30,7         | 104 827         |
| 25 | Бангпхлат (Bang Phlat District)                   | 11,4         | 116 271         | 50 | Бангбон (Bang Bon District)             | 34,8         | 93 225          |

## Климат
Климат Бангкока тропический, саванный, субэкваториальный. Жарко круглый год, заметных сезонных колебаний температуры нет (апрель — май немного жарче, чем декабрь — январь). Выражены сезон дождей (май — октябрь) и сухой сезон (середина ноября — конец апреля). В сухой сезон осадки относительно редки, в сентябре норма осадков составляет почти 350 мм. За год выпадает около 1500 мм осадков.
| Показатель                    | Янв. | Фев. | Март | Апр. | Май  | Июнь | Июль | Авг. | Сен. | Окт. | Нояб. | Дек. | Год  |
| ----------------------------- | ---- | ---- | ---- | ---- | ---- | ---- | ---- | ---- | ---- | ---- | ----- | ---- | ---- |
| Абсолютный максимум, °C       | 37,6 | 38,8 | 40   | 40,2 | 39,7 | 38,3 | 37,9 | 38,5 | 37,2 | 37,9 | 38,8  | 37,1 | 40,2 |
| Средний суточный максимум, °C | 32,4 | 33,3 | 34,3 | 35,4 | 34,4 | 33,6 | 33,2 | 32,9 | 32,8 | 32,6 | 32,4  | 31,7 | 33,3 |
| Средняя температура, °C       | 27,1 | 28,4 | 29,6 | 30,6 | 30   | 29,6 | 29,1 | 28,9 | 28,4 | 28,2 | 27,8  | 26,6 | 28,7 |
| Средний суточный минимум, °C  | 23,1 | 24,7 | 26   | 27   | 26,6 | 26,4 | 26   | 25,9 | 25,5 | 25,2 | 24,3  | 22,5 | 25,3 |
| Абсолютный минимум, °C        | 10   | 14   | 15,7 | 20   | 21,1 | 21,1 | 21,8 | 21,1 | 20   | 18,3 | 15    | 10,5 | 10   |
| Норма осадков, мм             | 12   | 18   | 39   | 85   | 209  | 140  | 149  | 203  | 293  | 269  | 54    | 7    | 1477 |
| Источник: Погода и Климат     |      |      |      |      |      |      |      |      |      |      |       |      |      |

## Парки и зелёные зоны

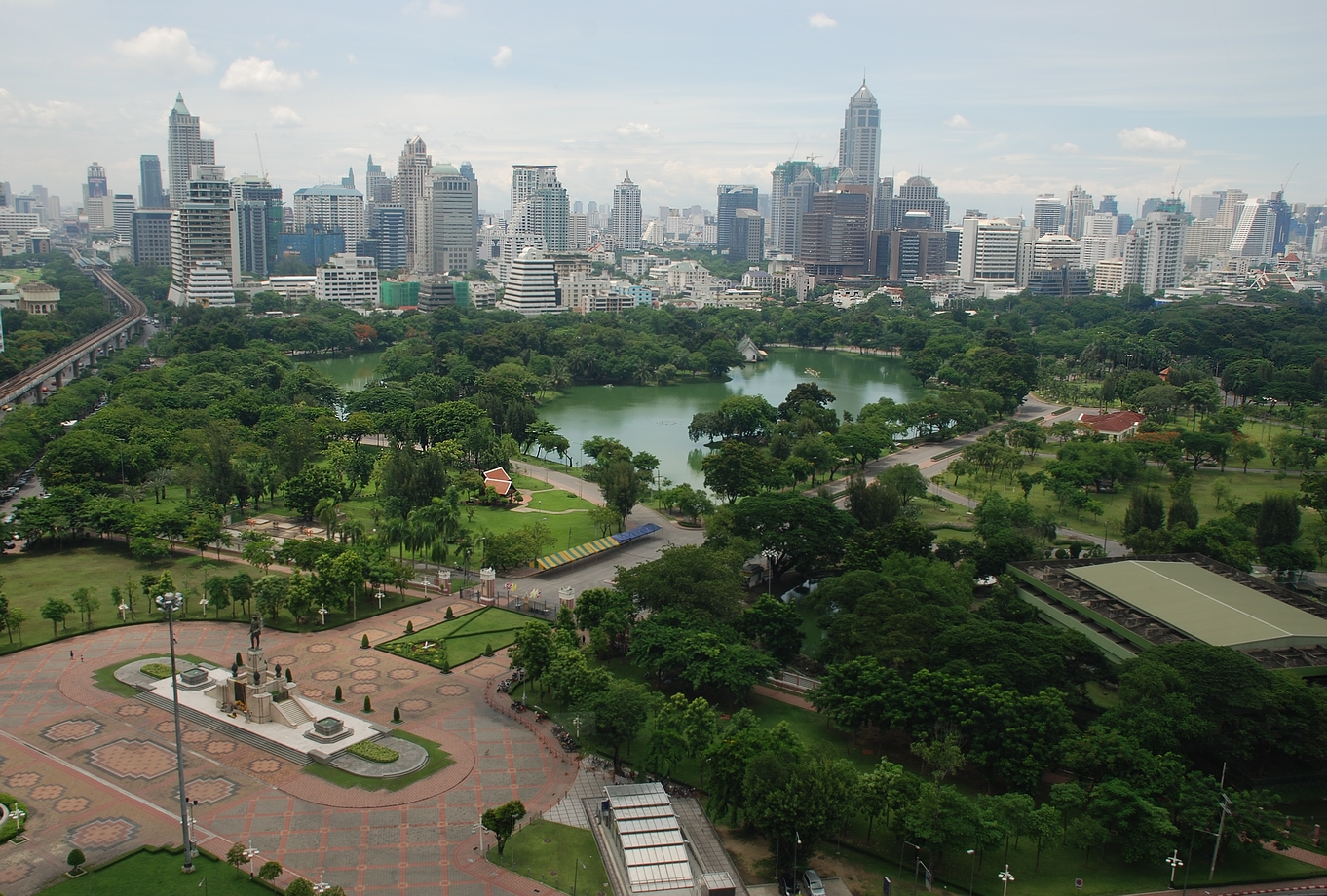
Парк Люмпини выглядит как оазис зелени среди небоскрёбов на Рачадамри и Сукхумвит

Бангкок имеет несколько парков. Общая площадь зелёных насаждений составляет в среднем 11,8 квадратного метра на человека. Зелёные зоны пояса включают в себя около 700 квадратных километров рисовых полей и садов в восточных и западных краях собственно города, хотя их основная цель состоит в том, чтобы служить в качестве бассейнов для сдерживания наводнений, а не ограничения роста города. Бангкачао, заповедник площадью 20 квадратных километров в старице реки Чаупхрая, в провинции Самутпракан.
Крупнейшие парки Бангкока включают в себя расположенный в центре парк Люмпини площадью 57,6 га, парк Патумван площадью 10 гектаров, рядом с крупными торговыми центрами MBK Center и Siam Center, Suanluang Rama IX площадью 80 гектаров в восточной части города и парковый комплекс Чатучак — парком Королевы Сирикит — парк Вачирабенчатхат в северной части Бангкока, который имеет общую площадь 92 гектара.

## Экономика

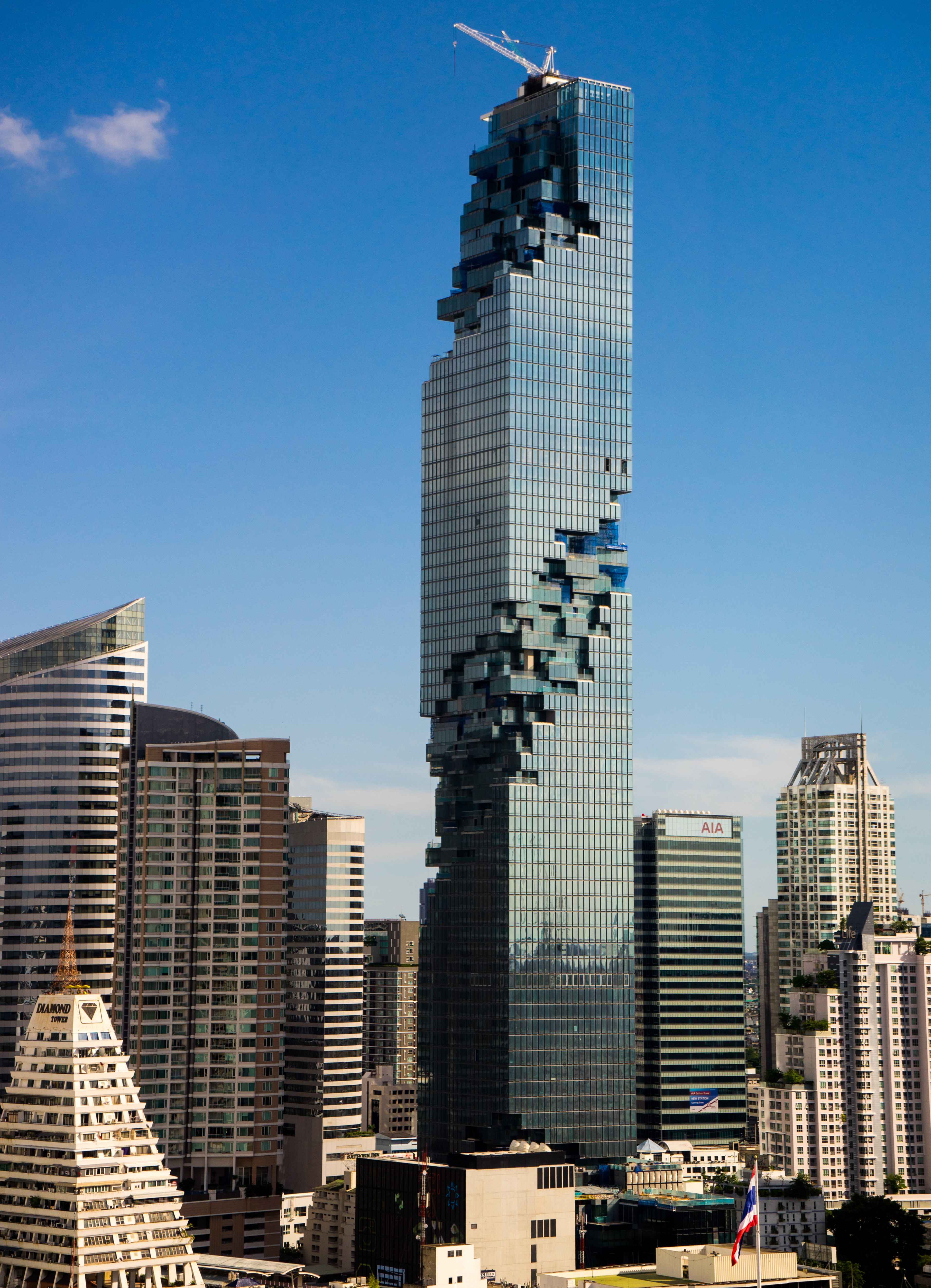
MahaNakhon — самое высокое здание Бангкока и Таиланда

Бангкок — экономический центр Таиланда и порт (благодаря своему расположению на реке Чао Прайя). Фондовая биржа Таиланда также находится в Бангкоке. Главные источники дохода — экспорт риса и рыбопродуктов, производство электронных компонентов, автомобилестроение, нефтепереработка, судостроение. Доля туризма — около 10 процентов.
В 2022 году легализация марихуаны в Таиланде добавила новый сегмент в экономику Бангкока, позволила создание новых рабочих мест и привлечение инвестиций. Город стал важным центром для каннабис-индустрии, предлагая продукцию как для медицинского, так и для рекреационного использования. Ожидается, что общий рынок марихуаны в стране достигнет объёма в 21 миллиард бат (около 600 миллионов долларов США) к 2024 году, и значительная доля этих доходов приходится на Бангкок.

## Туризм

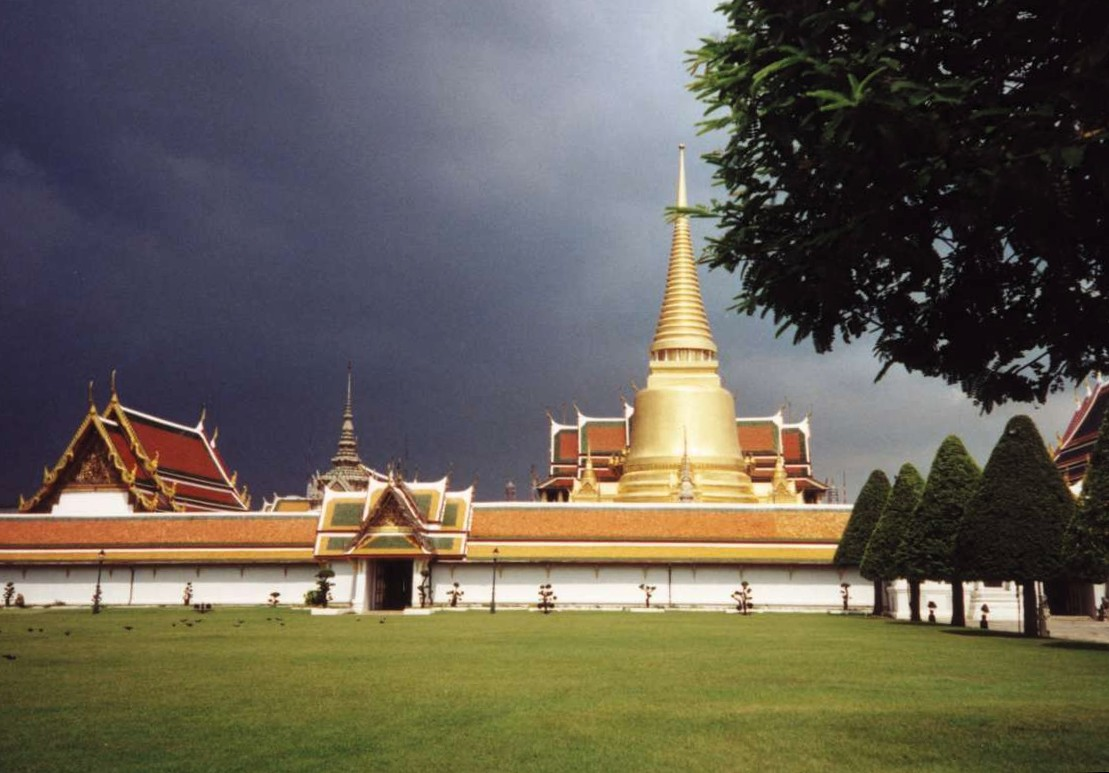
Храм Изумрудного Будды

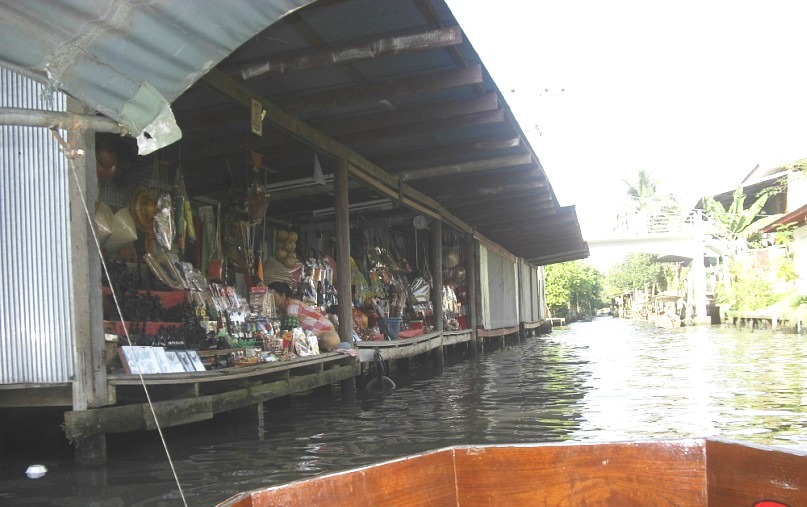
Торговые ряды вдоль канала

### Рейтинг Mastercard
Компания Mastercard в течение многих лет проводит исследования туристической активности в крупнейших городах мира и на основе различных данных составляет рейтинг Global Destination Cities Index по популярности городов у туристов (учитываются иностранные туристы, остававшиеся в городе минимум на одну ночь). Бангкок возглавлял этот список несколько лет: 2012 (15,82 млн туристов), 2013 (17,47 млн туристов), 2015 (19,59 млн туристов), 2016 (19,41 млн туристов) и 2017 годах (20,05 млн туристов). Ниже Бангкока в 2017 году на втором и третьем местах оказались Лондон и Париж с 19,83 и 17,44 млн иностранных туристов соответственно. Прогноз на 2018 год предполагал рост туристического потока на 9,6 %.

### Достопримечательности

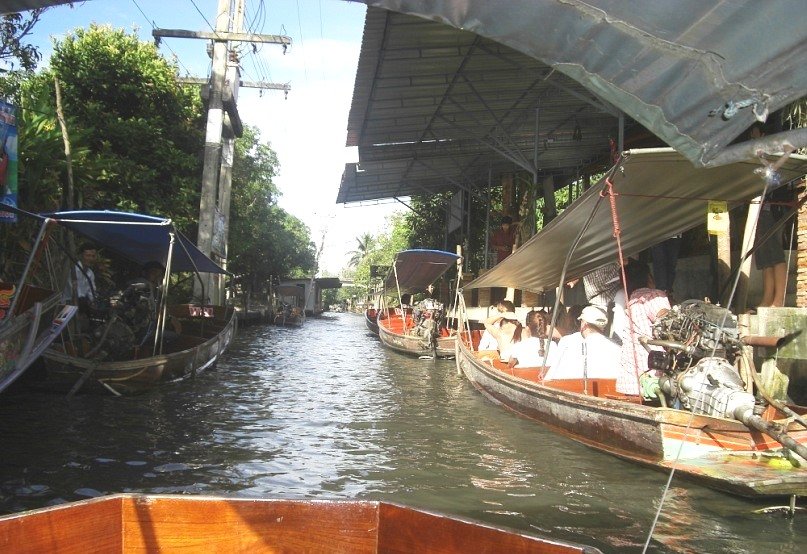
Экскурсия туристов на канале

Историческим центром Бангкока является расположенный на реке Чаупхрая остров Раттанакосин, что в переводе с тайского означает «высшая драгоценность». Он со всех сторон окружён каналами, башнями и стенами, построенными для обороны столицы. Возле реки Чаупхрая расположен торговый центр Айконсиам.
Центром острова является бывшая королевская резиденция — великолепный Большой дворец, окруженный с четырёх сторон защитной стеной длиной 1900 метров. На территории дворца расположен храм Ват Пхра Кео (храм Изумрудного Будды), считающийся самым священным местом в Таиланде и одним из красивейших храмов. Китайская керамика, орнаменты из бронзы и железа, разноцветные витражи, фрески, статуи — всё это привлекает множество туристов. Здесь же расположен королевский Пантеон, где воздвигнуты статуи в натуральную величину восьми предыдущих королей династии Чакри. Вход в храм охраняют 6-метровые демоны-ракшасы из буддийских легенд, вооружённые пиками и раскрашенные в разные цвета.
Также в историческом центре Бангкока расположен храм Ват Пхо (храм Лежащего Будды), он известен главным образом благодаря изображению Будды в ожидании достижения нирваны, самого большого его изображения в такой позе (статуя достигает 46 м в длину и 15 м в высоту). Рядом с храмом расположена декорированная китайской мозаикой библиотека, в которой хранятся древние рукописи.
В храме Ват-Ратчанадда находится единственное в Бангкоке железное здание буддийской архитектуры.

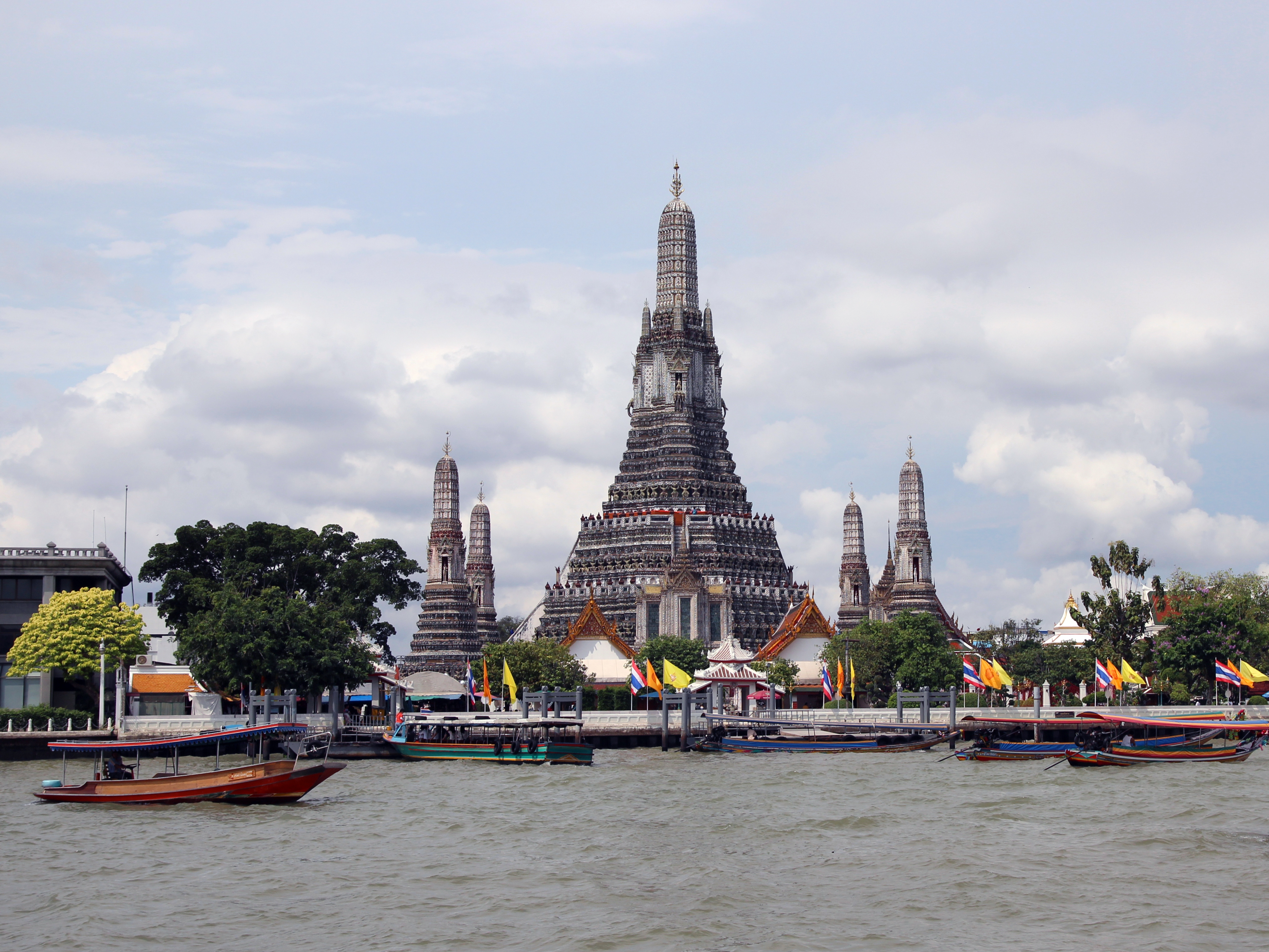
Ват Арун

Также следует отметить находящийся на противоположном берегу Чаупхраи храм Ват Арун (храм Утренней зари), центральный пранг которого инкрустирован разноцветным фарфором, декорирован по периметру фигурами воинов и мифических существ.
В Бангкоке есть большой китайский рынок, который называется «Чайна-таун». Планетарий на 450 человек.

### Музеи
- Бангкокский планетарий
- Бангкокский художественный и культурный центр
- Музей Банка Таиланда

## Транспорт

### Городской транспорт

#### Водный транспорт

Каналы (клонги) — жилые дома и рынок (в конце 20 века)

Наличие в городе крупной реки, а также заболоченная, сильно обводненная местность, в которой расположен Бангкок, обусловили широкое использование водного транспорта как для внешнего сообщения, так и для внутригородских перевозок. Сложная система каналов («клонгов»), прорытых благодаря одному из тайских королей в середине XIX века, дала городу ещё одно имя — «Восточная Венеция». В то время лодки были единственным средством передвижения по городу. В настоящее время большинство каналов засыпаны и представляют собою улицы с обычным автомобильным движением. Однако значительное количество каналов всё же сохранилось — по берегам по-прежнему действуют рынки и живут люди. Городской водный транспорт включает в себя несколько маршрутов речных трамваев, курсирующих по реке Чаупхрая, и ряд паромных переправ, связывающих её берега. На реке развит также извоз в режиме такси, имеющий как транспортное, так и туристическое значение, и выполняемый в основном типичными для Таиланда лодками-«длиннохвостками», узкими деревянными моторными лодками с дизельным, как правило, автомобильным двигателем, и гребным винтом, расположенным на длинной консоли-«хвосте». Кормчий на такой лодке маневрирует, поворачивая на «турели» всю конструкцию, состоящую из двигателя, консоли и винта. По каналам Бангкока проложены маршруты скоростных катеров большой вместимости. Низкая стоимость поездки (10—20 батов), малые интервалы движения (около 5 минут) и независимость от пробок делает «экспресс-боты» привлекательной альтернативой наземному транспорту.

#### Автобусное сообщение
Наземный городской транспорт представлен в основном автобусами. Имеется несколько категорий автобусов с различной ценой проезда: обычные (с открывающимеся окнами), повышенной комфортности с кондиционером, «мини-басы» и «микро-басы», обслуживающие маршруты с низким пассажиропотоком. Сеть маршрутов достаточно плотная (всего более 400 маршрутов), а интервалы движения на основных направлениях составляют примерно 10-15 минут. Отдельно следует упомянуть систему автобусов-экспрессов, связывающих городские аэропорты со всеми основными районами Бангкока. Автобусы ходят с 5 утра до 23 часов вечера. Часть маршрутов обслуживается круглосуточно. Основным оператором городского автобусного транспорта является государственная компания Bangkok Mass Transit Authority (BMTA). BMTA, подчиняющееся министерству транспорта, основано 19 октября 1976 года, и отвечает за общественный транспорт в Бангкоке и связь с ближайшими населенными пунктами. По состоянию на 2017 год в управлении находится 14 104 транспортных средства. Стоимость проезда в автобусах без кондиционера составляет от 6,5 до 8,5 батов за поездку. Если в автобусе установлен кондиционер, то поездка будет стоить от 10 до 23 батов в зависимости от расстояния. Также действуют проездные билеты: на неделю (200 батов), на месяц (800 батов). Есть скидки для некоторых категорий граждан. Также в городе действует одна линия  скоростного автобуса (BRT), стоимость проезда по ней составляет 15 батов за поездку.

#### Рельсовый транспорт
В 1999 году были открыты две линии эстакадного метрополитена Скайтрейн (официальное название BTS). Подвижной состав, оборудование и депо были поставлены концерном Siemens AG «под ключ» и в техническом отношении аналогичны ранее созданной Ванкуверской системе Скайтрейн. Линия Сукхумвит имеет протяжённость 16,8 км, время поездки 27 минут; линия Силом — 6,3 км, время поездки 12 минут. Сиам — пересадочная станция в двух уровнях, с пересадками через платформу. Депо у станции Мочит общее для двух линий. Подвижной состав насчитывает 35 трёхвагонных поездов длиной 65 м. Движение поездов автоматическое. Проездной тариф зависит от дальности и составляет от 15 до 40 батов. Есть дневные билеты ценой 120 батов. Также можно купить билеты на определённое число поездок.

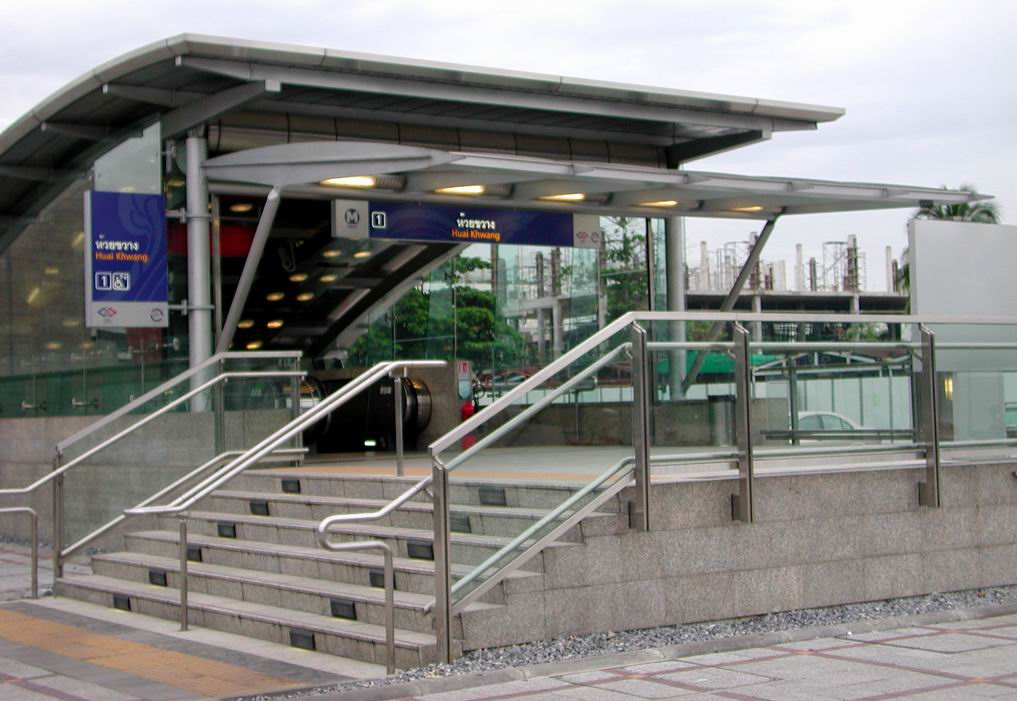
Вход одной из станций метро в Бангкоке

3 июля 2004 года, в присутствии короля Таиланда и других первых лиц государства, была запущена первая подземная линия метро (официальное название MRT), проходящая по восточной части города и соединяющая северную железнодорожную станцию Бангсы (Bang Sue) с расположенным недалеко от центра Бангкока железнодорожным вокзалом Хуалампхонг (Hua Lamphong). Линия имеет протяжённость 21 километр и насчитывает 18 остановок. Как и для БТС, подвижной состав, оборудование и депо были поставлены концерном «Сименс», которому было перечислено 2,75 миллиарда долларов. Подвижной состав, аналогичный БТС, состоит из 19 трёхвагонных поездов. Проездной тариф зависит от дальности и составляет от 14 до 36 батов.
MRT и BTS принадлежат разным частным компаниям и не имеют общей тарификации и прямых пересадок. Пересадки могут выполняться за счёт близкого расположения станций двух систем: Чатучак парк (Chatuchak Park) — Мочит (Mo Chit), Сукхумвит (Sukhumvit) — Асок (Asok) и Силом (Si Lom) — Сала Дэнг (Sala Daeng).
В 2010 году вступила в действие новая скоростная надземная железнодорожная линия до аэропорта Суварнабхум (Suvarnabhumi Airport Link, SARL) с городским авиатерминалом в районе Маккасан и пересадкой на внутригородские линии MRT и BTS. В дальней перспективе планируется развитие линии в аэропорт Дон Мыанг.
Данный проект скоростной линии, связывающей центр города с аэропортами, является уже вторым по счету. Более ранний проект Bangkok Elevated Road and Train System (BERTS) компании Hopewell Holdings Ltd (Хопвел), обанкротился из-за финансового кризиса в Азии. Строительные работы были приостановлены, а уже установленные в большом количестве бетонные опоры получили у местные жители прозвище «Хоупхендж» (Hopehenge, «hope» — надежда) или Стоунхендж. Часть опор была снесена в ходе строительства новой линии SARL.

#### Такси
В городе имеется огромное количество такси (в основном новые кондиционированные «седаны» ярких расцветок). Оплата такси осуществляется по счетчику, причём цены считаются одними из самых низких в мире (средняя поездка по городу без использования платных участков обходится в сумму менее 100 батов, проезд из туристического центра города в международный аэропорт Суварнабхум, включая проезд по двум платным участкам, — около 250). Распространены также моторикши (тук-туки) и мототакси.
Городские улицы сильно загружены, для борьбы с пробками построено достаточно большое количество скоростных надземных магистралей и частично законченная кольцевая дорога вокруг Великого Бангкока. Как правило, эти магистрали (express way) являются платными.

### Междугородный транспорт

#### Железнодорожное сообщение
В городе имеется два железнодорожных вокзала, обслуживающих четыре направления железнодорожных путей, расходящихся от Бангкока.
Большинство пассажиров, отправляющихся в путешествие на поезде, начинает свой путь с вокзала Хуалампхонг (Hua Lamphong). Отсюда идут поезда: на юг — в города на полуострове Малакка; на север — в Чиангмай; на северо-восток — в Кхонкэн и Нонгкхай. Западное направление до станции Нам Ток (провинция Канчанабури, в том числе знаменитый мост через реку Квай) обслуживает станция Тхонбури (Thonburi). В 2023 году начался процесс переноса маршрутов поездов дальнего следования в новый центральный железнодорожный терминал страны — Бангсы.
Железные дороги в Таиланде узкоколейные (ширина колеи равна 1000 мм — как и в соседних странах). Линии в основном однопутные — за исключением столичного региона. Интенсивность движения поездов на тайских железных дорогах относительно невелика, часто бывают опоздания поездов.

#### Автобусное сообщение
В любой город или провинцию легко попасть из Бангкока, воспользовавшись автобусом. Автобусы, отправляющиеся на запад или юго-запад отходят от южного автовокзала Сай Тай Май (Sai Tai Mai), расположенного в западной части города. Для того чтобы попасть на юго-восток, например в Паттайю или на остров Самет, удобно воспользоваться автобусами, отправляющимися с восточного автовокзала Эккамай (Ekkamai). На север и северо-восток автобусы отправляются с северного автовокзала Мочит (Mo Chit).

#### Авиационный транспорт
Старый Международный аэропорт Бангкока, чаще называемый «Дон Мыанг», до своего закрытия был самым загруженным аэропортом Юго-Восточной Азии — расположен в северной части города и уже окружён городскими постройками. Строительство нового Аэропорта Суварнабхум в районе Бангпхли (Bang Phli) провинции Самутпракан (Samut Prakan) к юго-востоку от города началось в 2002 году, открытие аэропорта произошло 28 сентября 2006 года. Весь международный и частично национальный трафик был перенесён в новый аэропорт. Международный код BKK был присвоен новому аэропорту, новый код IATA для Дон Мыанг — DMK. В настоящее время аэропорт Дон Мыанг обслуживает внутренние и международные перелеты лоукост компаний, таких как Thai AirAsia, Nok Air и др. Аэропорт Дон Мыанг соединен с одноимённой железнодорожной станцией, через которую проходят поезда от вокзала Хуалампхонг на север и северо-восток.
Новый международный аэропорт Бангкока Суварнабхум (SBIA, Suvarnabhumi, тайск. สุวรรณภูมิ — Золотая земля) начал эксплуатироваться с 28 сентября 2006 года, в настоящий момент является одним из крупнейших аэропортов в мире. Аэропорт расположен на юго-востоке от Бангкока. Суварнабхум удобен тем, что в нём нет разделения на международный и местный терминалы, как это было в Дон Мыанг. Новый аэропорт принимает все регулярные и чартерные рейсы. Из аэропорта можно уехать на рейсовых автобусах как в Бангкок, так и в соседние регионы: Паттайя, Чантхабури, Ко Чанг, Нонгкхай, Араньяпратет.

## Образование
В Бангкоке действует ряд высших учебных заведений, в том числе Чулалонгкорский королевский университет, Университет Махидол (англ. Mahidol University), Stamford International University, академический центр Университета Webster, Asian University, Университет Касетсарт, Университет Таммасат, Университет управления, Бангкокский университет, Университет Дхуракитбандит, Университет Касем Бандит, Институт технологий имени Короля Мангкута Ламкрабанг, Институт технологий имени Короля Мангкута Северный Бангкок, Институт технологий имени Короля Мангкута Тхонбури, Институт технологий Рачамангала, Университет технологий Маханакорн, Университет Сиама, Университет Силпакорн, Университет Сринакхаринвирот, Университет Срипатхум, Университет Сент Джонс и Университет Рамкхамхенг Университет тайской торгово-промышленной палаты.

## Текущие проблемы

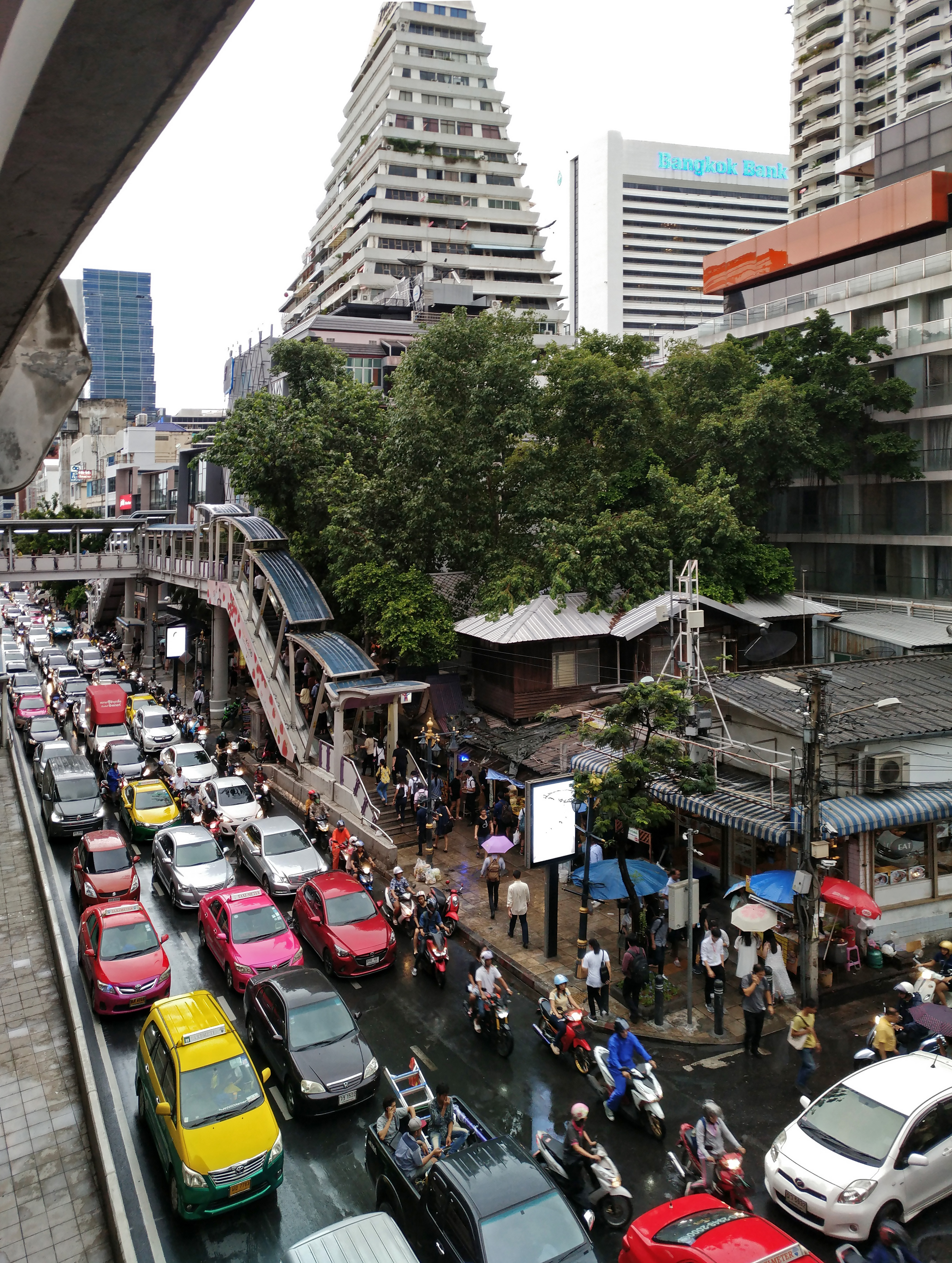
Пробка в центре города

Загазованность — одна из основных проблем сегодняшнего Бангкока, в чём в первую очередь винят постоянные дорожные пробки. Недавнее возведение надземной скоростной дороги частично улучшило ситуацию.
Продажа пиратской продукции (в основном программных продуктов, игр, музыкальных CD и DVD фильмов) широко распространена в Бангкоке, как и во всём Таиланде. Одно из наиболее популярных мест, где можно приобрести нелегальные копии программных продуктов, — Пантип Плаза (Pantip Plaza). Несмотря на многочисленные попытки борьбы с пиратством посредством проведения рейдов в Пантип Плаза и в других похожих местах, пиратство по-прежнему процветает и приносит существенные убытки легальным производителям. Благодаря долгому и упорному давлению таких организаций как BSA, Тайское правительство начало принимать серьёзные меры по отношению к гражданам, занимающимся производством нелегальных копий. Однако подданные Таиланда и туристы по-прежнему предпочитают приобретать пиратские копии. По заявлению BSA, для уменьшения доли пиратских дисков в общем количестве продаваемой продукции потребуется весьма продолжительное время.
Существуют опасения, что город через несколько десятилетий окажется под водой в связи с повышением уровня мирового океана, а также поскольку почва опускается на 1,5-5,3 см в год под весом небоскрёбов и в результате жизнедеятельности многомилионного населения.

## Города-побратимы
- Вашингтон (англ. Washington), США (1962)
- Пекин (кит. 北京), Китай (26 мая 1993)
- Москва, Россия (1997)
- Санкт-Петербург, Россия (1997)
- Манила (англ. Manila), Филиппины (1997)
- Сеул (кор. 서울), Южная Корея (16 июня 2006)
- Анкара (тур. Ankara), Турция (2006)
- Буэнос-Айрес, Аргентина